# Joanna Kupińska
Joanna Kupińska (ur. 25 sierpnia 1979 w Ciechocinku) – polska aktorka telewizyjna, filmowa i teatralna.

## Życiorys
W czasie studiów dwukrotnie uczestniczyła w festiwalu studenckim FAMA. W 2002 ukończyła studia na wydziale aktorskim Państwowej Wyższej Szkoły Filmowej Telewizyjnej i Teatralnej w Łodzi. Za rolę Scout w spektaklu dyplomowym Popcorn (2002) odebrała Nagrodę Prezesa Związku Artystów Scen Polskich na XX Festiwalu Szkół Teatralnych w Łodzi.
W 2003 zadebiutowała w roli Klary w komedii Aleksandra Fredry Śluby panieńskie, na profesjonalnej scenie Teatru Współczesnego w Szczecinie, z którym była związana w latach 2003–2006. Występowała także w Teatrze Wybrzeże w Gdańsku (2005). W 2005 została uhonorowana Srebrną Ostrogą – nagrodą komisji plebiscytu Bursztynowy Pierścień dla „wyróżniającej się młodej osobowości scen szczecińskich” w sezonie 2004/2005.
W 2007 dołączyła do obsady telenoweli TVP1 Klan, gdzie zagrała Donatę Słomkę, wdającą się w romans z żonatym Jackiem Boreckim (Tomasz Bednarek). W serialu grała do 2011 roku.

## Filmografia
- 1999: Wymiana (etiuda szkolna) – służąca
- 2001: Tristis (etiuda szkolna) – kelnerka / prostytutka
- 2001: Telefon 03:57 am (etiuda szkolna) – obsada aktorska
- 2003: Zostać miss 2 – Paulina, uczestniczka konkursu Miss Venus
- 2004–2006: Na Wspólnej – Wiktoria Stahl
- 2005: Pełną parą – Małgorzata
- 2005: Fala zbrodni – dziewczyna "Monstera" (odc. 33)
- 2005: Biuro kryminalne – Nadja Sukowa (odc. 3)
- 2006: Pierwsza miłość – Diana, przyjaciółka Moniki
- 2007: Plebania – Paula (odc. 958)
- 2007: Kryminalni – Izabela (odc. 83)
- 2007–2011: Klan – Donata Słomka
- 2010: Apetyt na życie – Anna Winkler
- 2011: Uwikłanie – strażniczka na lotnisku
- 2011: Unia serc – Justyna
- 2011: Rezydencja – kierowniczka apteki
- 2012: Sęp – anatomopatolog
- 2012: Na dobre i na złe – Katarzyna (odc. 480)
- 2014: Przyjaciółki – Renata, szefowa Ingi (odc. 35, 37-39, 41, 46)
- 2014: Prawo Agaty – Katarzyna Wielecka (odc. 76)
- 2015: Skazane – Monika, menadżerka restauracji
- 2015: Panie Dulskie – lokatorka
- 2015: Komisarz Alex – Wiktoria Dymarska (odc. 85)
- 2016: Ojciec Mateusz – Eliza (odc. 210)
- 2016: O mnie się nie martw – singielka (odc. 50)
- 2016: Szpital dziecięcy - Renata Wierzbicka (odc. 10)
- 2010-2017: Pierwsza miłość – Izabela Czaja-Kulczycka
- 2016, 2017: Blondynka – Maria, córka doktora Fusa (odc. 65, 73)
- 2017: W rytmie serca – agentka nieruchomości (odc. 2, 4)
- 2017: Lekarze na start – Sylwia Majcher (odc. 2)
- 2017-2018: Sprawiedliwi – Wydział Kryminalny - patolog Marta Dobecka
- 2018: Botoks – terapeutka na spotkaniu seksoholików (odc. 3)
- 2019: Na dobre i na złe jako Małgorzata (odc. 736-737)
- od 2021: 48h. Zaginieni[2][3] – komisarz Jagoda Strzelecka
- 2021: Na sygnale (polski serial telewizyjny) jako żona scenarzysty (odc. 300)
- 2022: Święty jako podkomisarz Skóra (odc. 231-233, 235-236, 239, 241, 243-244, 246)

## Nagrody i odznaczenia
- 2002: Nagroda Prezesa ZASP-u za rolę Scout w sztuce Popcorn Bena Eltona w reżyserii Jana Maciejowskiego (spektakl dyplomowy PWSFTViT w Łodzi) na XX Festiwalu Szkół Teatralnych
- 2005: Srebrna Ostroga – nagroda komisji plebiscytu Bursztynowy Pierścień dla „wyróżniającej się młodej osobowości scen szczecińskich” w sezonie 2004/05